# Blanchard (cràter)
Blanchard és un cràter d'impacte que es troba a la cara oculta de la Lluna, just darrere de llimbs sud-oest, al sud-sud-oest del cràter Arrhenius, i al nord-oest de Pilâtre. Més al sud, es troba el terreny accidentat del nord de la plana emmurallada del cràter Hausen.

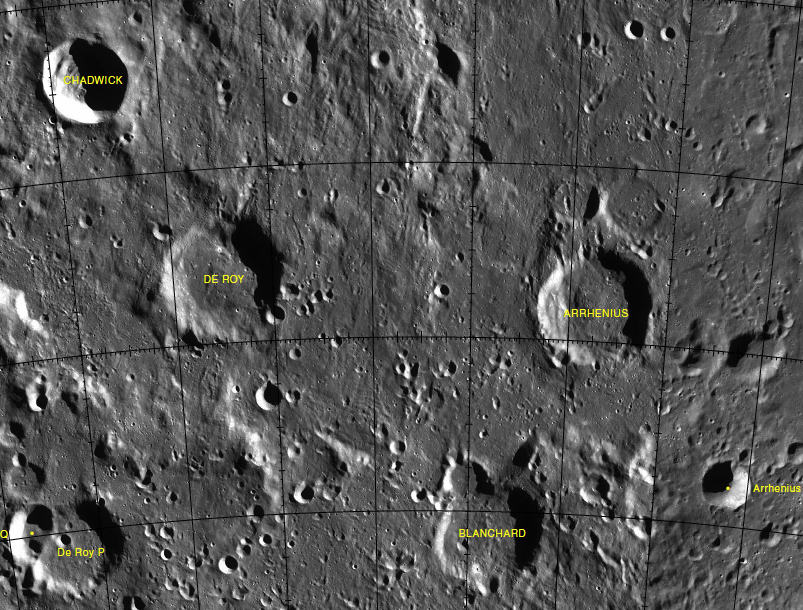
Localització de Blanchard (part inferior de la imatge)

La vora de Blanchard està desgastada i arrodonida, amb un lleuger allargament al llarg de la direcció nord-est. Presenta una ruptura al costat nord-oest, provocada per un altre cràter d'impacte. Les dues formacions gairebé s'han fusionat, i comparteixen el mateix sòl interior. La resta de la vora presenta una altra sèrie de trencaments causats per impactes, particularment al llarg del sector sud-est. El sòl interior, encara que una mica accidentat, no conté un pic central o altres característiques notables.
Abans del seu canvi de nom en 1991, era considerat el cràter satèl·lit Arrhenius P.
Aquest cràter es troba dins de la Conca Mendel-Rydberg, una àmplia depressió d'impacte (amb un diàmetre de 630 km) del Període Nectarià.